# Hemofilija
Hemofilíja ali krvavíčnost je recesivno dedna, precej bolj pri moških kot pri ženskah pojavljajoča se bolezen zaradi pomanjkanja specifičnega faktorja strjevanja krvi, pri kateri nastanejo same od sebe ali po neznatni poškodbi krvavitve v koži, mišicah, sklepih, dlesnih, jeziku, telesnih votlinah in iz sečil. Ločimo dve po vzroku različni obliki hemofilije, ki se dedujeta recesivno preko kromosoma X: hemofilijo A nastane zaradi pomanjkljive aktivnosti faktorja VIII (antihemofilnega globulina), hemofilija B pa je posledica pomanjkljive aktivnosti faktorja IX (Christmasovega faktorja). Hemofilija C se deduje avtosomno in se pojavi zaradi pomanjkanja intaktnega faktorja XI; ni povsem recesivna, saj imajo povečano tveganje za krvavitve tudi heterozigotni posamezniki.

## Epidemiologija
Gre za redko bolezen; hemofilija A se pojavi pri 1 na 10.000 rojstev (1 na 5.000 rojenih dečkov), hemofilija B pa pri 1 na 50.000 rojstev. V Sloveniji je bilo leta 2004 registriranih 163 bolnikov s hemofilijo A.

## Znaki in simptomi
Pri hemofiliji A in B je klinična manifestacija bolezni v osnovi enaka. Simptomi se pri bolnikih razlikujejo po izrazitosti. Na splošno se pojavljajo zunanje in notranje krvavitve v epizodah. Za hemofilijo najznačilnejša je krvavitev v sklepe, zlasti pri hudi obliki hemofilije, kjer lahko sklepi zakrvavijo samoodsebno, brez vzročne poškodbe. Če krvavitev ni zdravljena, lahko to vodi v trajno poškodbo sklepa. Značilen je tudi podaljšan čas krvavitve po poškodbi. Ob krvavitvi se pogosto, včasih še preden le-ta postane vidna, pojavijo bolečine. Pri hudi hemofiliji (raven faktorja VIII pri hemofiliji A oz. faktorja IX pri hemofiliji B je < 1 % normalnih vrednosti) se pojavljajo hude krvavitve vse življenje, na primer že med porodom lahko pride do nastanka podplutb na glavi. Pri zmerni hemofiliji (raven faktorja VIII oz. IX je med 1 in 5 % normalnih vrednosti) se pojavijo krvavitve že po majhnih poškodbah, pri blagi obliki hemofilije (raven faktorja VIII oz. IX je med 5 in 25 % normalnih vrednosti) pa se lahko obilne krvavitve pojavijo na primer po kirurškem posegu ali izruvanju zoba.

## Zapleti
Do hudih zapletov prihaja zlasti pri hudi in zmerni obliki hemofilije. Zapleti so lahko posledica bodisi same bolezni bodisi zdravljenja:
- globoke notranje krvavitve, globokomišične krvavitve, ki povzročijo otekanje, odrevenelost ali bolečine v okončini;
- poškodbe sklepov zaradi krvavitve v sklepe (hemartroza), ki lahko povzroča bolečine v sklepih, strukturne anomalije in celo propadanje sklepa ter razvoj artritisa;
- s krvno transfuzijo prenesene okužbe zaradi kontaminirane krvi, ki se uporablja kot zdravljenje;
- neželene reakcije na zdravljenje s faktorji strjevanja krvi, kot je na primer pojav inhibitorjev, ki povzročijo zmanjšanje učinkovitosti zdravljenja;
- znotrajlobanjske krvavitve so resen zaplet, ki potrebujejo nujno zdravniško pomoč. Povzročijo lahko dezorientacijo, siljenje na bruhanje, nezavest, možgansko poškodbo ali celo smrt.

### Pričakovana življenjska doba
Pričakovana življenjska doba je odvisna od stopnje bolezni ter od učinkovitosti zdravljenja. Bolniki s hudo obliko hemofilije, ki ne prejemajo ustreznega sodobnega zdravljenja, imajo bistveno skrajšano pričakovano življenjsko dobo in pogosto ne dosežejo odraslosti. Pred 60-imi leti 20. stoletja, ko je postalo zdravljenje dosegljivo, je bilo pričakovano preživetje le 11 let. V 80-ih letih se je pričakovana življenjska doba podaljšala na 50–60 let. Dandanes imajo hemofiliki ob ustreznem zdravljenju skorajda normalno kakovost življenja s pričakovano življenjsko dobo okoli 10 let krajšo od zdravih posameznikov.
Od 80-ih let je postala vodilni vzrok smrti pri bolnikih s hudo hemofilijo okužba z virusom HIV in je tako izpodrinila krvavitve. Vzrok je bilo zdravljenje s transfuzijami okužene krvi. Danes predstavljajo vzrok tretjine smrtnih primerov znotrajlobanjske krvavitve. Med poglavitnimi vzroki smrti sta še ciroza jeter zaradi hepatitisa in obstrukcija dihal ali žilja zaradi krvavitev iz mehkih tkiv.

## Vzroki
- Hemofilija A je recesivna dedna bolezen, ki se prenaša preko kromosoma X ter povzroči pomanjkanje normalno delujočega faktorja VIII; predstavlja 80 % vseh primerov hemofilije.[5] Motnjo (pomanjkanje, odsotnost ali neaktivnost) faktorja VIII povzročijo različne mutacije v genu za faktor VIII, ki leži na koncu dolge ročice kromosoma X, na položaju Xq28. Gen meri v dožino 186 kb in je sestavljen iz 26 eksonov, ki nosijo zapis za 9000 bp dolgo mRNK, le-ta pa se prevede v 2351 aminokislin.[4]
- Hemofilija B je recesivna dedna bolezen, ki se prenaša preko kromosoma X ter povzroči pomanjkanje normalno delujočega faktorja IX; predstavlja okoli 20 % vseh primerov hemofilije.[11] Tudi gen za faktor IX se nahaja v predelu dolgega kraka kromosoma X, vendar pa je razliko od gena za F VIII ta gen razmeroma majhen. Spremembe v zgradbi gena za faktor IX so zelo različne; vsaka družina ima svojo značilno mutacijo. Posledica spremembe gena je zmanjšanje aktivnosti faktorja IX v krvi zaradi zmanjšane koncentracije beljakovine ali pa zaradi nenormalne zgradbe.[12]
- Hemofilija C je avtosomna dedna bolezen (ne deduje se preko kromosoma X) in povzroči pomanjkanje normalno delujočega faktorja XI; ni povsem recesivna in tudi heterozigoti izkazujejo povečano nagnjenost h krvavitvam.[2]

## Zdravljenje
Osnova zdravljenja je nadomeščanje prizadetega faktorja strjevanja krvi. Faktor VIII je na voljo kot koncentrat, pridobljen iz večjega števila vzorcev darovane krvi. Kljub virusni inaktivaciji pri prečiščenem humanem faktor VIII obstaja nevarnost prenosa hepatitisa A ali parvovirusov. Rekombinantni faktor VIII ne predstavlja nevarnosti prenosa virusnih okužb, a je veliko dražji. Tudi faktor IX, ki se daje pri hemofiliji B, je na voljo tako v obliki prečiščenega koncentrata kot rekombinantnega izvora.
Pri bolnikih s hemofilijo A ali B, pri katerih se pojavijo inhibitorji, se za zaustavljanje krvavitev ali omogočanje varnega kirurškega posega uspešno uporablja rekombinantni aktivirani faktor VII.